# Tour of Iran
Die Tour of Iran (englisch für „Tour von Iran“; ehemals Azerbaïjan Tour, deutsch Aserbaidschan-Rundfahrt) ist ein iranisches Straßenradrennen.
Das Etappenrennen wurde 1986 zum ersten Mal ausgetragen und findet seitdem jährlich im Mai statt. Austragungsort ist die iranische Region Aserbaidschan. Der Wettbewerb zählt zur UCI Asia Tour und ist in die Kategorie 2.2 eingestuft. Seit 2013 läuft das Rennen unter dem Namen Tour of Iran. Die meisten Siege konnte der Iraner Ghader Mizbani erzielen, der das Rennen siebenmal für sich entscheiden konnte.
Ab der Austragung 2014 ist das Rennen in die Kategorie 2.1 eingestuft.

## Palmarès
| Jahr                           | Sieger                        | Zweiter              | Dritter               |
| ------------------------------ | ----------------------------- | -------------------- | --------------------- |
| 1986                           | Mohammad Reza Bajool          | Davoud Zeynali       | Abdolqasem Rahmaniyan |
| 1987                           | Mohammad Reza Bajool          | Hassan Milani        | Ahad Pourniyazi       |
| 1988                           | Mohammad Reza Bajool          | Akbar Amjadi         | Mehran Safarzadeh     |
| 1989                           | Hussain Mahmoudi Shahvar      | Mostafa Chaychi      | Alireza Zangiabadi    |
| 1990                           | Hussain Mahmoudi Shahvar      | Abas Ismaili         | Alireza Zangiabadi    |
| 1991                           | Tamer Avral                   | Ayhan Aytakin        | Jamal Sheykhooni      |
| 1992                           | Hassan Sharifzadeh            | Khosrow Qamari       | Hussain Eslami        |
| 1993                           | Kasta Kolov                   | Majid Vafaei         | Hossein Azari         |
| 1994                           | Dmitrij Katmakov              | Majid Sheyk          | Manis Shabloni        |
| 1995                           | Yurij Chekov                  | Valery Titov         | Hossein Askari        |
| 1996                           | Sergej Belousov               | Ahad Kazemi          | Yurij Kosonov         |
| 1997                           | Andrei Misurow                | Valery Titov         | Sergej Belousov       |
| 1998                           | Ahad Kazemi                   | Ghader Mizbani       | Andrej Kashin         |
| 1999                           | Ahad Kazemi                   | Hossein Askari       | Ghader Mizbani        |
| 2000                           | Ghader Mizbani                | Hossein Maleki       | Ahad Kazemi           |
| 2001                           | Ahad Kazemi                   | Hossein Askari       | Vazgen Golijaniyan    |
| 2002                           | Ghader Mizbani                | Mert Mutlu           | Ahad Kazemi           |
| 2003                           | Ahad Kazemi                   | Mahdi Sohrabi        | Pawel Newdach         |
| 2004                           | Alexei Kolessow               | Mostafa Seyed Rezaei | Mert Mutlu            |
| 2005                           | Ghader Mizbani                | Ahad Kazemi          | Omar Hasanin          |
| 2006                           | Ghader Mizbani                | Ahad Kazemi          | Mostafa Seyed Rezaei  |
| 2007                           | Hossein Askari                | Ghader Mizbani       | Rahim Ememi           |
| 2008                           | Hossein Askari                | Ghader Mizbani       | Ahad Kazemi           |
| 2009                           | Ahad Kazemi                   | Hossein Askari       | Ghader Mizbani        |
| 2010                           | Ghader Mizbani                | Amir Zargari         | Hossein Askari        |
| 2011                           | Mahdi Sohrabi                 | Hossein Askari       | Ghader Mizbani        |
| 2012                           | Javier Ramírez                | Abbas Saeidi Tanha   | Hossein Askari        |
| 2013                           | Ghader Mizbani                | Milan Kadlec         | Amir Kolahdozhagh     |
| 2014                           | Ghader Mizbani                | Mirsamad Pourseyedi  | Ramin Mehrabani       |
| 2015                           | Mirsamad Pourseyedi           | Rahim Ememi          | Ramin Mehrabani       |
| 2016                           | Mirsamad Pourseyedi           | Rahim Ememi          | Arvin Moazzemi        |
| 2017                           | Rob Ruijgh                    | Ilja Dawidenok       | Nicola Toffali        |
| 2018                           | Dmitri Anatoljewitsch Sokolow | Meron Abraham        | Venantas Lašinis      |
| 2019                           | Savva Novikov                 | Cristian Răileanu    | Youcef Reguigui       |
| 2020 und 2021 keine Austragung |                               |                      |                       |
| 2022                           | Gianni Marchand               | Saeid Safarzadeh     | Dawit Yemane          |
| 2023                           | Saeid Safarzadeh              | Anatoliy Budyak      | Anton Kusmin          |